# Palpimanus maldhok
Espèce
Palpimanus maldhok est une espèce d'araignées aranéomorphes de la famille des Palpimanidae.

## Distribution
Cette espèce est endémique du Maharashtra en Inde,. Elle se rencontre dans le district de Solapur.

## Description
Le mâle holotype mesure 5,52 mm et la femelle paratype 6,31 mm, les mâles mesurent de 5,29 à 5,52 mm et les femelles de 6,31 à 7,01 mm.

## Systématique et taxinomie
Cette espèce a été décrite par Kuni, Tripathi et Sankaran en 2023.

## Publication originale
- Tripathi, Sankaran, Kuni & Sudhikumar, 2023 : « New species of Palpimanus Dufour, 1820 from India (Araneae: Palpimanidae, Palpimaninae), with a catalogue of the Indian palpimanid fauna. » European Journal of Taxonomy, vol. 891, p. 26-50 (texte intégral).